# 2018 في سلوفاكيا
فيما يلي قوائم الأحداث التي وقعت خلال عام 2018 في سلوفاكيا.

## أحداث
- 1 فبراير – اغتيال يان كويساك

## سياسة

### انتهاء فترة المنصب
- 15 مارس – روبرت فيتسو رئيس وزراء سلوفاكيا [الإنجليزية]‏.

## وفيات

### فبراير
- 5 فبراير – لاديسلاف كاتشاني (مواليد 1931) لاعب كرة قدم سلوفاكي.